# Panelus parvulus
Panelus parvulus là một loài bọ cánh cứng trong họ Bọ hung (Scarabaeidae).